# Giulia Pennella
Giulia Pennella (San Miniato, 27 ottobre 1989) è un'ostacolista italiana.
Quattro volte campionessa italiana indoor (2011, 2014, 2015, 2016) sui 60 m hs, con 8”04 vanta la 5ª migliore prestazione italiana all-time della specialità. Campionessa italiana outdoor 2016 nei 100 hs, con 13"03 di personal best vanta la 6ª prestazione all-time della specialità.
Ha vinto 14 titoli italiani a livello giovanile: 5 promesse, 6 juniores, 2 allieve ed 1 cadette.
Detiene 2 record italiani indoor: 55 m hs seniores, 60 m hs promesse.

## Biografia

### Gli inizi e la prima medaglia-titolo italiano giovanile
Da ragazzina inizia a praticare la ginnastica artistica, decide quindi nel 2000 all'età di 11 anni di passare all'atletica leggera seguendo le orme della sorella maggiore Paola, discreta velocista ed ostacolista a livello giovanile
All'età di 15 anni nel 2004 vince la sua prima medaglia ed anche primo titolo italiano in carriera ai Campionati nazionali cadetti e cadette di Abano Terme imponendosi sugli 80 m hs; l'anno seguente, da allieva, giunge quinta sui 60 m hs agli indoor di categoria e poi negli outdoor allieve vince l'argento sui 100 m hs.

### 2006-2007: diverse medaglie ai nazionali, gymnasiadi ed europei juniores
Il 2006 la vede vincere il titolo italiano allieve sia nei 60 m hs che sui 100 m hs; con le staffette allieve giunge entrambe le volte al quarto posto: con la 4x200 m agli indoor allieve e con la 4x100 m agli outdoor allieve. lo stesso anno a livello internazionale partecipa alle Gymnasiadi svoltesi in Grecia ad Atene dove si ferma in semifinale sui 100 m hs.
4 medaglie su 5 gare corse ai campionati nazionali nel 2007: alla sua prima partecipazione agli assoluti, non supera la batteria dei 60 m hs agli indoor. Invece agli juniores indoor conquista due medaglie: oro sui 60 m hs ed argento con la 4x200 m; nella stagione outdoor giovanile, vince l'argento sui 100 m hs e l'oro con la staffetta 4x100 m ai Campionati italiani juniores.
A livello internazionale giovanile, sempre nel 2007, gareggia sia agli Europei juniores di Hengelo nei Paesi Bassi dove non va oltre la batteria sui 100 m hs che alla Coppa del Mediterraneo Ovest svoltasi in Italia a Firenze concludendo quarta sempre sui 100 m hs.

### 2008-2009: numerose medaglie ai campionati nazionali, mondiali juniores ed europei under 23
Nel 2008 poker di titoli ai Campionati nazionali di categoria: doppio oro agli indoor juniores sui 60 m hs e la 4x200 m; agli assoluti indoor centra la sua prima finale sui 60 m hs, chiudendola in quinta posizione. Agli outdoor juniores, vince il titolo italiano sia sui 100 m hs che con la 4x100 m.
In competizioni internazionali nel 2008 partecipa ai mondiali juniores in Polonia a Bydgoszcz uscendo in batteria sui 100 m hs così come accade l'anno seguente agli Europei under 23 in Lituania a Kaunas.
Sempre nel 2009 centra ben 6 medaglie su 7 finali ai vari Campionati nazionali. A livello indoor, sui 60 m hs oro promesse ed argento assoluti (sua prima medaglia vinta agli assoluti); bronzo con la staffetta 4x200 m agli assoluti indoor. Nella stagione all'aperto, prima vince un oro ed un bronzo rispettivamente sui 100 m hs e con la 4x100 m ai Campionati promesse e poi giunge sesta sui 100 m hs e conquista il bronzo della 4x100 m agli assoluti.

### 2010-2012: incetta di medaglia e primo titolo italiano assoluto, europei indoor, europei under 23 ed europei
Il 2010 la vede vincere 4 medaglie in 6 finali corse ai Campionati nazionali. Argento sui 60 m hs promesse indoor e poi due volte sesta agli assoluti indoor su 60 m hs e 4x200 m. La stagione all'aperto la inizia imponendosi sui 100 m hs ai Campionati promesse e poi sulla stessa distanza vince il bronzo agli assoluti dove conquista anche l'argento con la staffetta 4x100 m.
Nel 2011 altre 4 medaglie in altrettanti finali di Campionati nazionali disputati. Doppietta di titoli sui 60 m hs in cui si impone sia agli italiani promesse indoor che agli assoluti indoor. Agli outdoor sui 100 m hs, vince il titolo italiano sui 100 m hs ed il bronzo agli assoluti.
Sempre nel 2011 partecipa agli Europei indoor di Parigi fermandosi nella batteria dei 60 m hs; nello stesso anno, agli Europei under 23 di Ostrava in Repubblica Ceca esce in batteria sui 100 m hs.
Nel 2012 due argenti su 3 finali corse agli assoluti: 60 m hs indoor e 4x100 m outdoor in cui giunge quarta con la staffetta 4x100 m. 
A livello internazionale, gareggia agli Europei di Helsinki in Finlandia uscendo ancora una volta in batteria sui 100 m hs.

### 2013-2015: Europei e mondiali indoor e terzo titolo italiano assoluto
Nel 2013 vince due medaglie di bronzo agli assoluti: sui 60 m hs agli indoor e nei 100 m hs agli outdoor.
Il secondo titolo italiano assoluto sui 60 m hs arriva nel 2014; ai Mondiali indoor tenutisi a Sopot in Polonia non riesce a superare la batteria dei 60 m hs. Nella stagione all'aperto vince l'argento sui 100 m hs e termina quarta con la 4x100 m.
Agli assoluti indoor di Padova nel 2015 ha vinto il suo terzo titolo assoluto sui 60 m hs.
Ai Campionati Europei indoor di Praga giunge in semifinale, chiudendo la gara con il crono di 8"08, il tredicesimo complessivo.
Agli assoluti di Torino è stata vicecampionessa sia nei 100 m hs che con la staffetta 4x100.

### 2016: Europei e 2 titoli italiani
Nel 2016 agli assoluti indoor di Ancona ottiene il suo quarto titolo italiano sui 60hs e ai campionati Italiani assoluti outdoor di Rieti, il suo primo titolo italiano sui 100hs. Partecipa ai Campionati Europei di Amsterdam dove si qualifica per le semifinale vincendo la batteria di qualificazione con il tempo di 13"04. In semifinale ottiene un tempo di 13"55 che non le concede l'accesso in finale.

### 2017-2018: l'infortunio e il ritorno alle gare
Assente per l'intero anno 2017 a causa di una frattura da stress tibiale, rientra alle gare soltanto a fine stagione 2018, dove ai Campionati Italiani assoluti di Pescara riesce a conquistare la medaglia di bronzo, con il tempo di 13"46.

## Record nazionali

### Seniores
- 55 metri ostacoli: 7”74 ( Firenze, 11 febbraio 2012)[3]

### Promesse
- 60 metri ostacoli: 8"13 ( Ancona, 12 febbraio 2011)[3]

### Allieve
- 55 metri ostacoli: 8”06 ( Firenze, 31 gennaio 2006)[3]

## Progressione

### 60 metri piani indoor
| Stagione | Tempo | Luogo   | Data      | Rank. Mond. |
| -------- | ----- | ------- | --------- | ----------- |
| 2015     | 7”56  | Firenze | 24-1-2015 |             |
| 2012     | 7”69  | Firenze | 4-2-2012  |             |
| 2011     | 7”65  | Firenze | 15-1-2011 |             |
| 2010     | 7”84  | Firenze | 23-1-2010 |             |
| 2009     | 7”75  | Firenze | 31-1-2009 |             |
| 2008     | 7”89  | Firenze | 12-1-2008 |             |
| 2007     | 7”82  | Firenze | 27-1-2007 |             |

### 60 metri ostacoli indoor
| Stagione | Tempo | Luogo   | Data       | Rank. Mond. |
| -------- | ----- | ------- | ---------- | ----------- |
| 2016     | 8"11  | Łódź    | 05-2-2016  |             |
| 2015     | 8”08  | Padova  | 21-2-2015  |             |
| 2014     | 8”04  | Ancona  | 22-02-2014 | 25ª         |
| 2013     | 8”22  | Ancona  | 16-02-2013 | 76ª         |
| 2012     | 8”26  | Ancona  | 25-2-2012  |             |
| 2011     | 8”13  | Ancona  | 12-02-2011 | 44ª         |
| 2010     | 8”40  | Firenze | 30-01-2010 | 164ª        |
| 2009     | 8”36  | Ancona  | 14-02-2009 | 137ª        |
| 2008     | 8”44  | Halle   | 01-03-2008 | 206ª        |
| 2007     | 8”61  | Ancona  | 17-02-2007 | 338ª        |

### 100 metri piani
| Stagione | Tempo | Luogo            | Data      | Rank. Mond. |
| -------- | ----- | ---------------- | --------- | ----------- |
| 2012     | 12”00 | Rieti            | 19-5-2012 | 1.273ª      |
| 2011     | 12”01 | Orvieto          | 22-5-2011 | 1.191ª      |
| 2010     | 12”20 | Conegliano       | 14-7-2010 |             |
| 2009     | 12”46 | Siena            | 12-9-2009 |             |
| 2008     | 12”41 | Lodi             | 27-9-2008 |             |
| 2006     | 12”76 | Sesto Fiorentino | 27-5-2006 |             |

### 100 metri ostacoli
| Stagione | Tempo | Luogo      | Data       | Rank. Mond. |
| -------- | ----- | ---------- | ---------- | ----------- |
| 2016     | 13"04 | Amsterdam  | 06-07-2016 |             |
| 2015     | 13"14 | Rieti      | 13-09-2015 | 89ª         |
| 2014     | 13”03 | Savona     | 2-7-2014   | 68ª         |
| 2013     | 13”25 | Caprino    | 18-06-2013 | 116ª        |
| 2012     | 13”06 | Orvieto    | 03-06-2012 | [ 8 ]       |
| 2011     | 13”29 | Bressanone | 18-06-2011 | 141ª        |
| 2010     | 13”56 | Pescara    | 19-06-2010 | 233ª        |
| 2009     | 13”59 | Rieti      | 13-06-2009 | 233ª        |
| 2008     | 13”95 | Torino     | 14-06-2008 | 528ª        |
| 2007     | 13”90 | Rieti      | 19-05-2007 |             |

## Palmarès
| Anno | Manifestazione    | Sede      | Evento   | Risultato  | Prestazione | Note          |
| ---- | ----------------- | --------- | -------- | ---------- | ----------- | ------------- |
| 2006 | Gymnasiadi        | Atene     | 100 m hs | Semifinale | 14”29       | [ 10 ] [ 11 ] |
| 2007 | Europei juniores  | Hengelo   | 100 m hs | Batteria   | 14”15       | [ 12 ]        |
| 2008 | Mondiali juniores | Bydgoszcz | 100 m hs | Batteria   | 14”14       | [ 13 ]        |
| 2009 | Europei under 23  | Kaunas    | 100 m hs | Batteria   | 13”85       | [ 14 ]        |
| 2011 | Europei indoor    | Parigi    | 60 m hs  | Batteria   | 8”25        | [ 15 ]        |
| 2011 | Europei under 23  | Ostrava   | 100 m hs | Batteria   | 13”54       | [ 16 ]        |
| 2012 | Europei           | Helsinki  | 100 m hs | Batteria   | 13”43       | [ 17 ]        |
| 2014 | Mondiali indoor   | Sopot     | 60 m hs  | Batteria   | 8”16        | [ 18 ]        |
| 2015 | Europei indoor    | Praga     | 60 m hs  | Semifinale | 8"08        | =             |
| 2016 | Europei           | Amsterdam | 100 m hs | Semifinale | 13"55       |               |

## Campionati nazionali
- 1volta campionessa assoluta dei 100 metri ostacoli (2016)
- 4 volte campionessa assoluta indoor dei 60 m hs (2011, 2014, 2015, 2016)
- 3 volte campionessa promesse dei 100 m hs (2009, 2010, 2011)
- 2 volte campionessa promesse indoor dei 60 m hs (2009, 2011)
- 1 volta campionessa juniores indoor con la staffetta 4x200 m (2008)
- 2 volte campionessa juniores con la staffetta 4x100 m (2007, 2008)
- 1 volta campionessa juniores dei 100 m (2008)
- 2 volte campionessa juniores dei 60 m hs (2007, 2008)
- 1 volta campionessa allieva dei 100 m hs (2006)
- 1 volta campionessa allieva dei 60 m hs (2006)
- 1 volta campionessa cadette sugli 80 m hs (2004)

2004
- ai Campionati italiani cadetti e cadette, (Abano Terme), 80 m hs - 11”79[19]

2005
- 5ª ai Campionati italiani allievi e allieve indoor, (Genova), 60 m hs - 9”09[20]
- ai Campionati italiani allievi e allieve, (Rieti),
100 m hs - 14”12[21]

2006
- ai Campionati italiani allievi-juniores-promesse indoor, (Ancona), 60 m hs - 8”61[22]
- 4ª ai Campionati italiani allievi-juniores-promesse indoor, (Ancona), 4x200 m - 1'49”42[23]
- ai Campionati italiani allieve, (Fano),
100 m hs - 13”98[24]
- 4ª ai Campionati italiani allieve, (Fano),
4x100 m - 50”68[25]

2007
- In batteria ai Campionati italiani assoluti indoor, (Ancona), 60 m hs - 8”61[26]
- ai Campionati italiani allievi-juniores-promesse indoor, (Genova), 60 m hs - 8”72[27]
- ai Campionati italiani allievi-juniores-promesse indoor, (Genova), 4x200 m - 1'46”59[28]
- ai Campionati italiani juniores e promesse, (Bressanone), 100 m hs - 14”62[29]
- ai Campionati italiani juniores e promesse, (Bressanone), 4x100 m - 48”88[30]

2008
- ai Campionati italiani allievi-juniores-promesse indoor, (Ancona), 60 m hs - 8”54[31]
- ai Campionati italiani allievi-juniores-promesse indoor, (Ancona), 4x200 m - 1'43”77[32]
- 5ª ai Campionati italiani assoluti indoor, (Genova),
60 m hs - 8”55[33]
- ai Campionati italiani juniores e promesse, (Torino), 100 m hs - 13”95[34]
- ai Campionati italiani juniores e promesse, (Torino), 4x100 m - 47”96[35]

2009
- ai Campionati italiani allievi-juniores-promesse indoor, (Ancona), 60 m hs - 8”36[36]
- ai Campionati italiani assoluti indoor, (Torino),
60 m hs - 8”40[37]
- ai Campionati italiani assoluti indoor, (Torino), 4x200 m - 1'39”56[38]
- ai Campionati italiani juniores e promesse, (Rieti), 100 m hs - 13”59[39]
- ai Campionati italiani juniores e promesse, (Rieti), 4x100 m - 48”50[40]
- 6ª ai Campionati italiani assoluti, (Milano),
100 m hs - 13”94[41]
- ai Campionati italiani assoluti, (Milano),
4x100 m - 46”35[42]

2010
- ai Campionati italiani allievi-juniores-promesse indoor, (Ancona), 60 m hs - 8”48[43]
- 6ª ai Campionati italiani assoluti indoor, (Ancona),
60 m hs - 8”49[44]
- 6ª ai Campionati italiani assoluti indoor, (Ancona), 4x200 m - 1'43”05[45]
- ai Campionati italiani juniores e promesse, (Pescara), 100 m hs - 13”56[46]
- ai Campionati italia assoluti, (Grosseto),
100 m hs - 13”58[47]
- ai Campionati italia assoluti, (Grosseto),
4x100 m - 45”67[48]

2011
- ai Campionati italiani juniores e promesse indoor, (Ancona), 60 m hs - 8”13[49]
- ai Campionati italiani assoluti di atletica leggera indoor, (Ancona), 60 m hs - 8”17[50]
- ai Campionati italiani juniores e promesse, (Bressanone), 100 m hs - 13”29[51]
- ai Campionati italiani assoluti di atletica leggera, (Torino), 100 m hs - 13”29[52]

2012
- ai Campionati italiani assoluti indoor, (Ancona),
60 m hs - 8”26[53]
- 4ª ai Campionati italiani assoluti, (Bressanone),
100 m hs - 13”43[54]
- ai Campionati italiani assoluti, (Bressanone),
4x100 m - 45”68[55]

2013
- ai Campionati italiani assoluti indoor, (Ancona),
60 m hs - 8”25[56]
- ai Campionati italiani assoluti, (Milano),
100 m hs - 13”27[57]

2014
- ai Campionati italiani assoluti indoor, (Ancona),
60 m hs - 8”04[58]
- ai Campionati italiani assoluti, (Rovereto),
100 m hs - 13”18[59]
- 4ª ai Campionati italiani assoluti, (Rovereto),
4x100 m - 46”96[60]

2015
- ai Campionati italiani assoluti indoor, (Padova),
60 m hs - 8"08[61]
- Argento ai Campionati italiani assoluti, (Torino), 100 m hs - 13"21[62]
- Argento ai Campionati italiani assoluti (Torino), 4×100 m - 45"28[63]

2019
- Argento ai campionati italiani assoluti, 100 m hs - 13"26
- Argento ai campionati italiani assoluti indoor, 60 m hs - 8"17

## Altre competizioni internazionali
2007
- 4ª nella Coppa del Mediterraneo ovest juniores, ( Firenze), 100 m hs - 14”16[64]

2011
- Argento al Memorial Primo Nebiolo ( Torino), 100 m hs - 13”44[65]